# Raison de la gauche polonaise

Raison de la gauche polonaise (en polonais : Racja Polskiej Lewicy) est un ancien parti politique polonais social-démocrate et anticlérical. Il a été fondé en 2002 à l'initiative de Roman Kotliński (pl), rédacteur en chef de l'hebdomadaire Fakty i Mity.
Le parti s'oppose à l'implication de l'Église catholique romaine dans la vie politique, à l'enseignement de la religion à l'école et au financement public des églises. Il demande la séparation de l'Église et de l'État, la promotion du rôle des femmes, l'enseignement de l'éducation sexuelle dans les écoles, la légalisation de l'avortement et de l'euthanasie, le soutien aux moyens contraceptifs, la reconnaissance des unions de personnes du même sexe et la tolérance envers les minorités.
Il rejoint l'Union de la gauche (UL) en 2004, avant de se fondre en 2013 dans le nouveau parti dirigé par Janusz Palikot Twój Ruch (« Ton mouvement »).

## Programme politique
Racja PL est un parti de gauche, de type social-démocrate, inspiré du libéralisme politique, du pacifisme, de l'humanisme et de la tolérance, avec comme axe l'anticléricalisme.
Le parti s'oppose à la « cléricalisation » de la Pologne, de l'enseignement de la religion et du financement des églises avec de l'argent de l'État, ainsi qu'aux restrictions de la liberté de conscience et d'expression dans les domaines artistiques pour des raisons politiques et religieuses. Le parti est pour la neutralité de l'État en matière religieuse, et l'introduction dans les écoles d'un cours humaniste, relatant les domaines de l'éthique, des différentes religions et philosophies en lieu et place du cours de religion.
Le parti est aussi pour : le remboursement des contraceptifs, l'introduction dans les programmes scolaires d'un cours d'éducation sexuelle, la suppression du « Fundusz Kościelny » (Fonds de l'Église), la fin du concordat, une complète séparation de l'Église et de l'État, l'amélioration du degré de participation des femmes dans la vie publique, l'égalité entre les sexes, la légalisation de l'avortement et de l'euthanasie, la légalisation des unions homosexuelles, la fiscalisation de la prostitution.
Racja PL vise à créer une économie sociale de marché, c'est-à-dire avec un État interventionniste dans le domaine économique. L'État doit ainsi servir à financer l'éducation et les services de santé, l'efficacité de la perception des impôts, la croissance et l'appui aux entrepreneurs, afin d'éliminer le chômage. Le parti se prononce aussi en faveur de la taxe Tobin pour les entreprises multinationales. Le parti est aussi pour la disparition du service militaire et la création d'une force armée professionnelle intégrée aux structures de l'OTAN.
Racja PL se prononce aussi pour la suppression des powiat, le retrait des troupes polonaises d'Irak, la légalisation et fiscalisation des drogues douces ainsi que des relations plus fortes avec les voisins frontaliers tels que la Russie, l'Ukraine et la Biélorussie. Le parti se prononce enfin pour une pénalisation plus forte des dégradations de l'environnement. Le parti milite aussi contre la peine de mort, la mise en place d'Impôt à taux unique ainsi qu'une politique pro américaine, si celle-ci est établie sur des bases égales et intérêts communs.

## Structure et fonctionnement
Le premier président du parti est Roman Kotliński, rédacteur en chef de l'hebdomadaire Fakty i Mity. Le 4 avril 2003, il annonce sa démission dans le journal. Piotr Musiał lui succède et remplit cette fonction jusqu'au 24 avril 2005. Lors du congrès national du 21 mai 2005, Tomasz Sroka est choisi comme président. Du 25 juin 2005 au 22 septembre 2007, le président du parti fut Jan Barański et à partir du 22 septembre 2007, la fonction est remplie par Maria Szyszkowska.
Le parti possède des sections dans toutes les grandes villes polonaises.

## Histoire
Le concept de la création d'un parti anticlérical est lancé fin 2001 à l'initiative de Roman Kotliński, rédacteur en chef de l'hebdomadaire Fakty i Mity. À partir de mars 2002, le recueil des signatures pour la déclaration d'adhésion au nouveau parti commence.
Ayant « anticlérical » dans son nom, Racja rencontre des problèmes administratifs lors de son enregistrement au tribunal, qui ne lui permet pas de se présenter aux élections locales de 2002 sous sa propre appellation. Le parti peut présenter ses candidats et obtient 0,85 % des voix au niveau national.
Le 8 août 2002, le tribunal de Varsovie enregistre le parti sous le nom : « Antyklerykalna Partia Postępu RACJA » (Parti anticlérical du progrès RAISON). Le fondateur et premier président du parti fut Roman Kotliński. Les 16 et 17 mai 2003 eut lieu à Piotrków Trybunalski le Congrès de Fondation du Parti Anticlérical du Progrès RAISON.
Aux élections pour le Parlement européen de 2004, le parti s'est enregistré sur seulement 2 des 13 districts électoraux. Il obtint 18068 voix, 0,3 % au niveau national.
Le 24 juillet 2005, le parti signe un accord électoral avec des partis de la gauche extra-parlementaire, le Parti communiste de Pologne (Komunistyczna Partia Polski), le Parti des Verts polonais (Polska Partia Ekologiczna - Zielonych (PPE-Z) ou Partia Zielonych (PW)), le Parti du travail polonais (Polska Partia Pracy) et le Parti socialiste polonais (Polska Partia Socjalistyczna).
La candidate à élection présidentielle de 2005 devait être la professeur Maria Szyszkowska, mais son équipe de campagne ne réussit pas à obtenir suffisamment de signatures, nécessaires à son enregistrement. De ce fait, le parti soutient Daniel Podrzycki du Parti du travail polonais, qui meurt dans un accident de voiture avant le scrutin.
Aux élections parlementaires de 2005, Racja présente ses candidats sur la liste du comité électoral de l'Union du travail conjointement avec le Parti communiste de Pologne, les Verts et le Parti socialiste polonais. Le comité obtient 91 266 voix (0,77 % au niveau national). Racja seul, avec ses 113 candidats, obtient 28 266 voix, c'est-à-dire 0,24 % au niveau national.
Lors du IIe congrès national du parti le 14 janvier 2006 la décision de changement de nom du parti est prise, le Parti anticlérical Raison suscitant des réticences, le nouveau nom est « Raison de la gauche polonaise ». Les membres du parti soutiennent que l'anticléricalisme présent dans le nom limitait le concept du parti à un seul élément de son programme et éclipsait les autres.
Le 13 septembre 2006, à la suite de la signature avec le SLD d'un accord électoral, Racja entre dans une coalition Accord de la gauche et des démocrates « Pologne commune » (Wspólna Polska), dans laquelle le parti a participé aux élections locales de 2006. le Comité de coalition électoral SLD, SDPL, PD, UP - La Gauche et démocrates obtint 14,25 % des voix, RACJA ayant présenté 84 candidats, obtint à lui seul 53 322 voix, 0,44 % au niveau national.
Aux élections parlementaires de 2007, la majorité des candidats du parti se retrouve sur les listes de la Gauche et démocrates, et une autre partie sur les listes du Parti du travail polonais. Aucun d'entre eux n'obtint de mandat.
Lors de l'élection présidentielle polonaise de 2010, le parti soutient le candidat de gauche, président du SLD Grzegorz Napieralski.
Aux élections parlementaires de 2011, deux membres du parti sont élus sur les listes du Mouvement Palikot : Roman Kotliński (fondateur et premier président) et Jan Cedzyński (président actuel).
En octobre 2013, il rejoint le mouvement Palikot qui prend le nom Twój Ruch (Ton mouvement). Néanmoins certains adhérents minoritaires récusent cette fusion, comme Stanisław Błąkała.